# 澳洲氣象局
澳洲氣象局（英語：Bureau of Meteorology，縮寫作BOM），前身為中央氣象局，是澳大利亚联邦政府的一個行政機構負責向澳大利亞和周邊地區提供氣象服務。根據《氣象法》成立於1906年，並匯聚在此之前存在的國家氣象服務。1908年1月1日，各州正式移交他們的天氣記錄責任予澳洲氣象局。

## 服務與架構

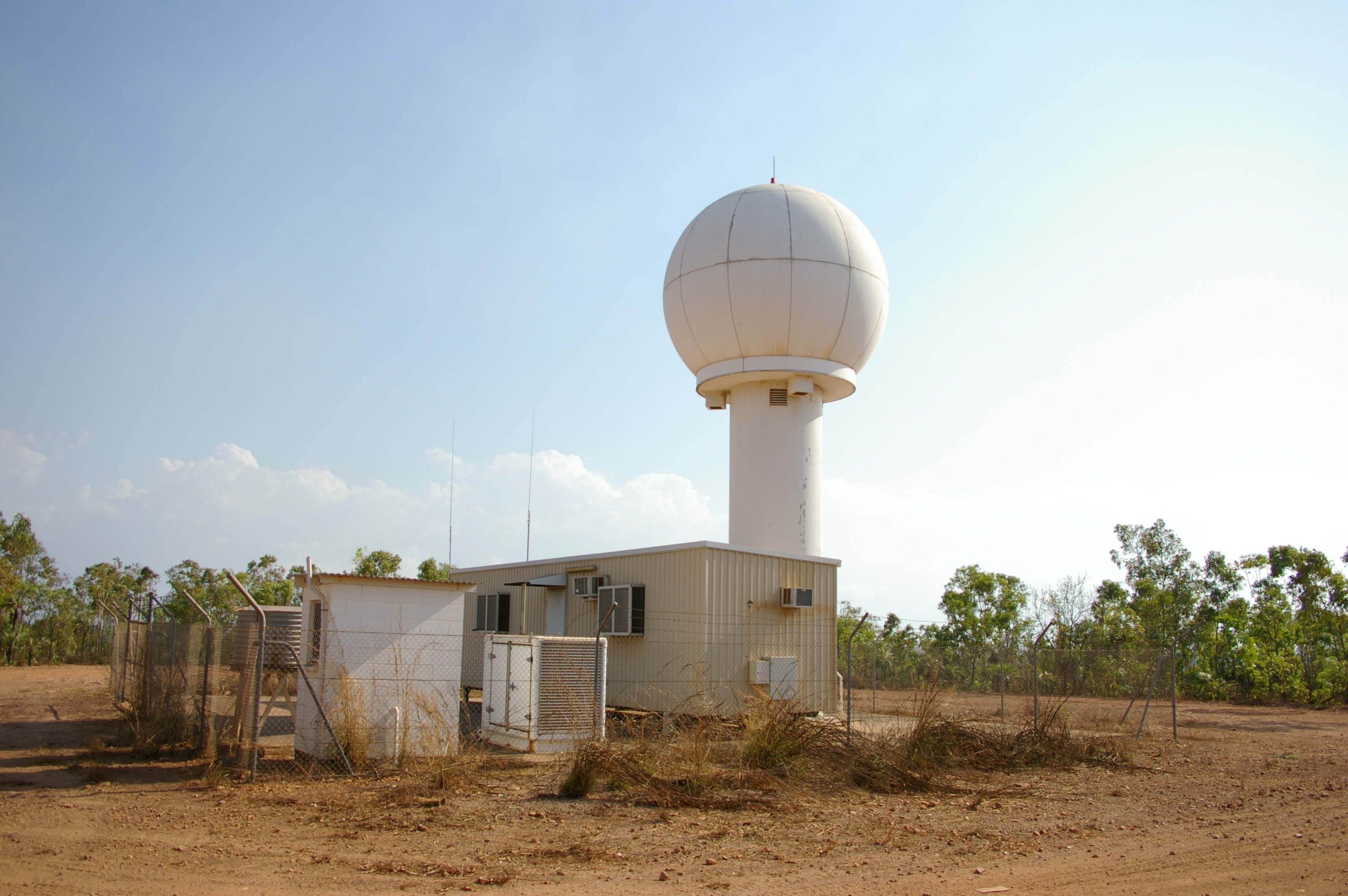
伯明罕氣象雷達
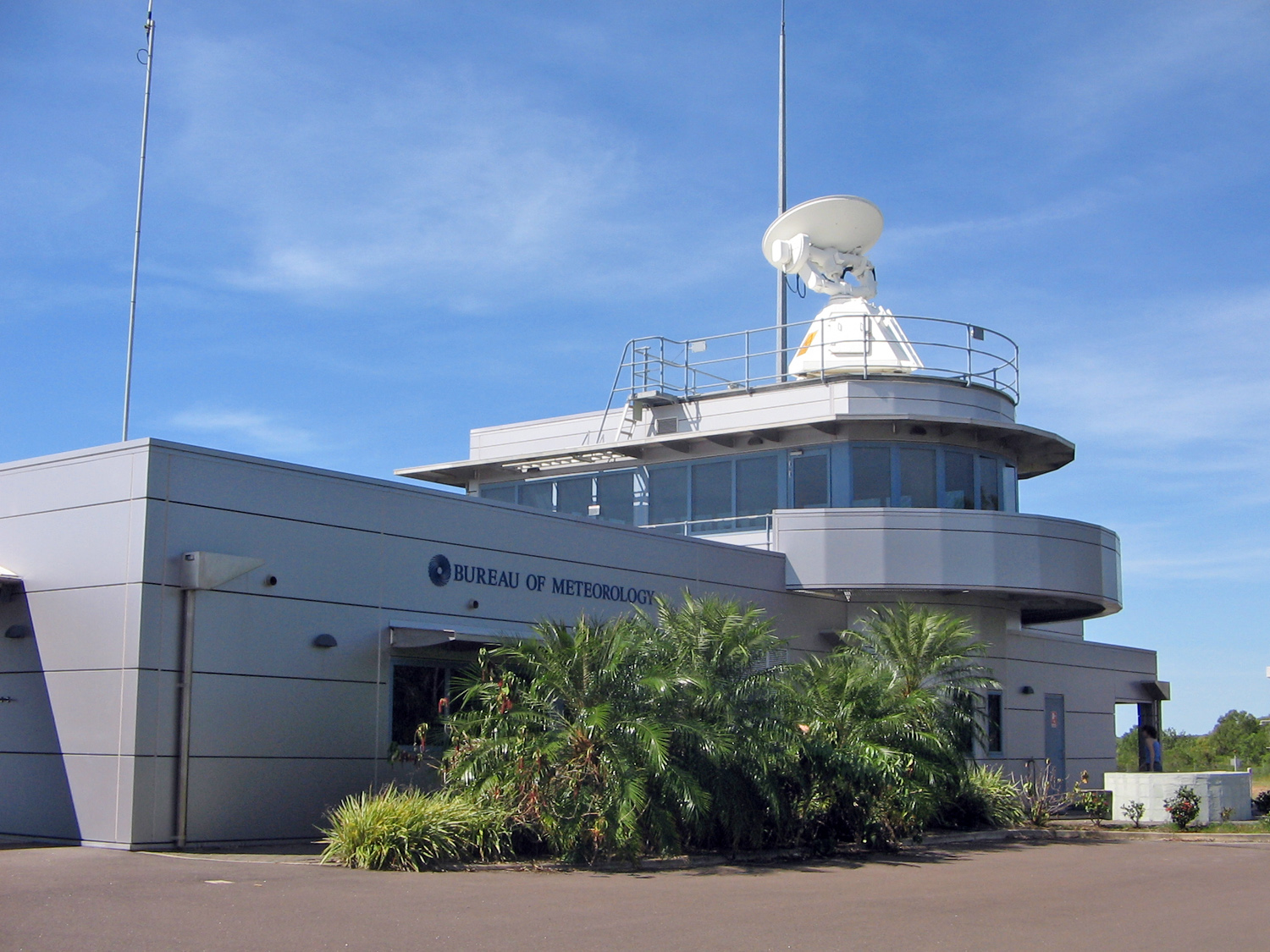
達爾文國際機場辦公室

气象局，为澳大利亚公众提供气象预报、预警和观测等主要來源。该局通过無線電傳真配送的天气图片，并负责在澳大利亚发布洪水警報。
該局的總部設在墨爾本濱海港區（原碼頭區），其中包括局的研究中心，國家氣象和海洋學中心，國家氣候中心，以及水文和衛星部分。
地區辦事處設在每個州和領地首府。每個區域辦事處包括區域預測中心和洪水預警中心和、達爾文和辦事處還容納熱帶氣旋警告中心（區域專責氣象中心，RSMC）。辦公室整合了全國潮汐中心，而達爾文辦公室容納火山灰諮詢中心和區域專責氣象中心（氣象分析）。
澳大利亚气象局发出热带气旋几点建议和发展的标准紧急警报信号用于告警。该局负责在周边海域澳大利亚热带气旋命名的风暴。3个列表名称的用于维护，分別為西部、北部和东部地区的澳大利亚。然而，由于2008年至2009年热带气旋紀年起，这些名单已经列入各主要國家間的熱帶氣旋名稱選單。

## 管理與轄屬
氣象局主任羅布·盧特西（Rob Vertessy）博士接替格雷格·艾爾斯博士，後者由於健康狀況不佳，在2012年2月辭職。

### 歷任主任
| #  | 局主任               | 任職期間 | 任職期間 |
| -- | -------------------- | -------- | -------- |
|    |                      |          |          |
| 1  | 亨利·安布羅斯·亨特   | 1908     | 1931     |
| 2  | William S Watt       | 1931     | 1940     |
| 3  | H. Norman Warren     | 1940     | 1950     |
| 4  | Edward W Timcke      | 1950     | 1955     |
| 5  | Leonard J Dwyer      | 1955     | 1962     |
| 6  | William J Gibbs      | 1962     | 1978     |
| 7  | 約翰·蕭文博士        | 1978     | 2003     |
| 8  | Geoff Love           | 2003     | 2008     |
| 9  | Neville Smith        | 2008     | 2009     |
| 10 | 格雷格·艾爾斯博士    | 2009     | 2012     |
| 11 | 羅布·盧特西博士 （Rob Vertessy） | 2012     | 迄今     |

## 技術
在澳洲氣象局总部，甲骨文公司的超级计算机負責提供天气建模和仿真的框架，而其他的UNIX服务器支持的计算机报文交换系统和实时数据库。澳洲綜合預報系統能提供在区域办事处的主要计算基础设施。使用软件进行數值天氣預報。在2010年8月，气象局除役他们以前的超级计算机NEC SX-6，切换為甲骨文公司“太阳能”超级计算机。

## 相關
- 英國氣象局（World Met Office）[20][21]，全球性天氣、氣候和環境的服務協調機構，位於英國。http://www.metoffice.gov.uk/weather/world （页面存档备份，存于）
- Weatherzone（英语：Weatherzone），另外一家屬於澳洲當地的天氣服務提供商，天候氣象公司（The Weather Company，TWC）所屬。
- 國際雲雨線上運算實驗（英语：International Cloud Experiment），即熱帶熱帶雲層國際雲線上實驗， 在2006年1月和2月份起以收集熱帶 2015－2016年澳洲地區熱帶氣旋季
- 水系資料的傳輸格式（英语：Water data transfer format）